# Alice Ekert-Rotholz
Alice Maria Augusta Ekert-Rotholz (* 5. September 1900 in Hamburg als Alice Maria Augusta Ekert; † 17. Juni 1995 in London) war eine deutsche Schriftstellerin.

## Leben und Werk
Sie war die Tochter des britischen Exportkaufmanns schwedisch-russischer Herkunft Maximilian Ekert und seiner deutsch-jüdischen Frau Hedwig Mendelsson. 1920 heiratete Alice Ekert den Zahnarzt Ludwig Rotholz und trug fortan den Doppelnamen Ekert-Rotholz. In den 1920er Jahren erschienen erste Gedichte von Alice M. Ekert-Rotholz in der Weltbühne. Unmittelbar nach der Machtübertragung 1933 erfolgte die Hausdurchsuchung und Verhaftung im November 1935. Nach der Niederschlagung der Anklage und Haftentlassung emigrierte sie mit ihrem Mann nach 1939 nach Bangkok, da ihr Mann gezwungen wurde, seine Zahnarztpraxis aufzugeben. Der dortige Aufenthalt dauerte bis 1952. Ekert-Rotholz hatte in Thailand Kontakt zu christlichen Kreisen wie der Katholischen Aktion, Mitgliedern des Ursulinen-Ordens und dem YMCA. In diesen Zeitraum fallen auch Ekert-Rotholz' ausgedehnte Reisen in Asien, nach Australien und in die Karibik. 1952 kehrte sie mit ihrem Ehemann zurück nach Hamburg. In den folgenden Jahren arbeitete sie als Journalistin; daneben entstanden Romane und Reisebücher. Nach dem Tod ihres Ehemannes im Jahre 1959 übersiedelte sie nach London, wo sie bis zu ihrem Tod in Hampstead lebte. Sie ist auf dem Highgate Cemetery in London beigesetzt.
Sie erzielte bereits mit ihrem ersten Roman Reis aus Silberschalen einen internationalen Bestseller, der in zahlreiche Sprachen übersetzt wurde. Zuvor hatte sie mit Siam hinter dem Bambuswald ein Erinnerungsbuch mit Eindrücken aus ihrer Zeit in Thailand veröffentlicht. Auch ihre folgenden Romane sind vorwiegend Gesellschaftsgeschichten, die in exotischer Umgebung spielen. Ekert-Rotholz' Bücher, die der Unterhaltungsliteratur zuzurechnen sind, waren vor allem in der Bundesrepublik der 1950er und 1960er Jahre große Verkaufserfolge und wurden auch von zahlreichen Buchclubs in ihr Programm aufgenommen; die Gesamtauflage ihrer Werke liegt bei über drei Millionen verkaufter Exemplare. Kritiker waren mit ihren Werken nicht immer einverstanden, gestanden ihr aber trotz aller klischeebehafteten Romantik einen gewissen „englischen“ trockenen Humor und Beobachtungsgabe zu. Die Autorin schrieb bis ins hohe Alter Romane.
Sie schrieb zeitlebens neben ihren Romanen Gedichte. 2000 erschien postum zu ihrem 100. Geburtstag bei Hoffmann und Campe der Lyrikband Im feurigen Licht. Gesammelte Gedichte von 1929 bis 1993; herausgegeben und mit einem Nachwort versehen von ihrem Sohn Heinz Redwood.

## Werke
| - Siam hinter der Bambuswand, München 1953 - Reis aus Silberschalen, Hoffmann und Campe, Hamburg 1954 - Wo Tränen verboten sind, Hoffmann und Campe, Hamburg 1956 - Strafende Sonne, lockender Mond, Hoffmann und Campe, Hamburg 1959 - Mohn in den Bergen, Hamburg 1961 - Die Pilger und die Reisenden, Hamburg 1964 - Elfenbein aus Peking, Hoffmann und Campe, Hamburg 1966 - Der Juwelenbaum, Hamburg 1968 - Fünf Uhr Nachmittag, Hamburg 1971 - Füchse in Kamakura, Hamburg 1975 | - Die fließende Welt oder Aus dem Leben einer Geisha, Reinbek bei Hamburg 1978 - Gastspiel am Rialto, Hamburg 1978 - Großer Wind, Kleiner Wind, Hamburg 1980 - Flucht aus den Bambusgärten, Hamburg 1981 - Nur eine Tasse Tee, Hamburg 1984 - Furcht und Mitleid, Hamburg 1987 - Indiras Fenster, Hamburg 1990 - Die letzte Kaiserin, Hamburg 1992 - Im feurigen Licht, Hamburg 2000 |